# Skara Brae

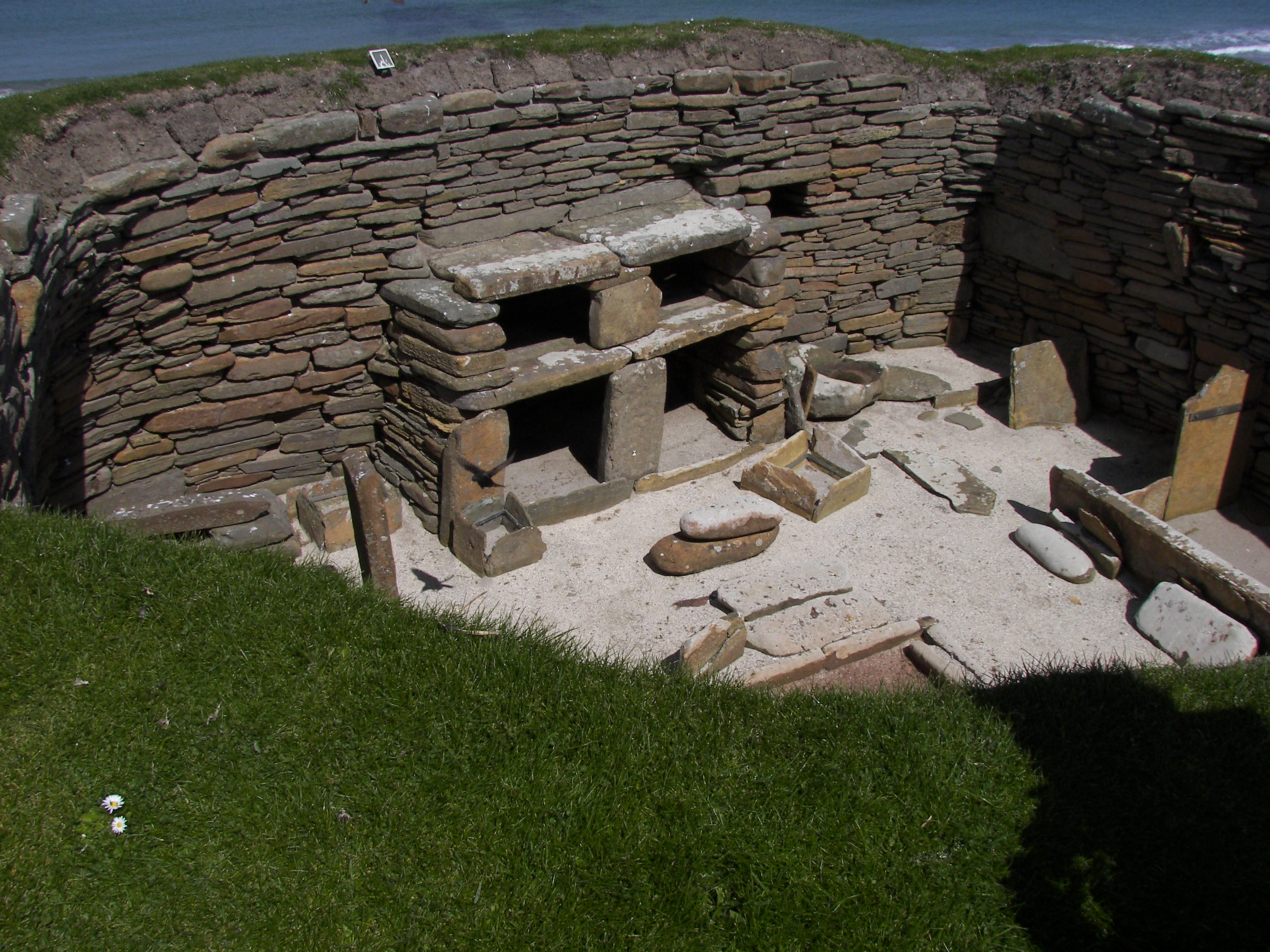
Arredamento delle case

Skara Brae (pronunciato /ˈskɑrə breɪ/) è un grande insediamento neolitico in pietra situato vicino alla baia di Skaill sulla costa occidentale della principale isola delle Orcadi, di nome Mainland, in Scozia. È composto da otto abitazioni, e venne occupato grosso modo tra il 3100 a.C. ed il 2500 a.C. Il grado di conservazione è talmente alto da far guadagnare al sito il titolo di patrimonio dell'umanità da parte dell'UNESCO. È il più completo villaggio neolitico dell'Europa.

## Scoperta e caratteristiche di Skara Brae
Fino al 1850 Skara Brae si trovava sommerso da sedimenti che ne celavano l'esistenza agli osservatori, dando al luogo l'aspetto di un howie, tipica collina locale. Nell'inverno di quell'anno, una furiosa tempesta rimosse la copertura sedimentaria portando alla luce le prime tracce degli insediamenti. Per molti decenni non vennero comunque effettuate ricerche, con solo saltuari prelievi di oggetti da parte della popolazione locale. In seguito ai danni provocati da una successiva tempesta nel 1924, venne finalmente pianificata una campagna di scavi, che si svolse tra il 1928 ed il 1930 sotto la guida di Vere Gordon Childe, titolare della cattedra di archeologia dell'Università di Edimburgo.
Gli abitanti di Skara Brae erano apparentemente costruttori ed utilizzatori di oggetti scolpiti. Le case erano ripari costruiti usando il terreno e, essendo scavate nel terreno, erano solitamente costruite sul luogo di preesistenti collinette dovute all'accumulo di rifiuti note come "middens". Nonostante i midden dessero alle abitazioni un minimo di stabilità, la loro principale qualità era la protezione dal rigido clima delle Orcadi. In media le case misuravano 40 m² con al centro un forno necessario per cucinare e riscaldare. Dal momento che sull'isola crescevano pochi alberi gli abitanti usavano i resti delle mareggiate e le ossa di balena, con l'aggiunta di zolle erbose, per costruire il tetto delle loro case interrate.
Le case erano complete di arredamento costruito in pietra, tra cui armadi, guardaroba, sedie e ripostigli. Un sofisticato sistema di drenaggio all'interno del villaggio permetteva l'esistenza di una grezza forma di bagno in ogni casa. Sette delle case hanno un arredamento molto simile, con letti ed armadi nelle stesse posizioni. L'armadio sta sul muro opposto all'entrata, in modo che fosse la prima cosa visibile entrando in casa. Una casa non ha arredamento, ma sembrano divisa in piccole stanze. Durante gli scavi di queste case sono stati trovati frammenti di pietra e ossa. Può darsi che queste abitazioni venissero usate come laboratorio per la creazione di piccoli arnesi quali aghi in osso o asce di selce.
Il sito ha permesso la scoperta dell'esemplare più antico in Europa di pulce, la Pulex irritans.
Il metodo del carbonio-14 ha permesso di datare la vita di questo sito a partire dal 3100 a.C., per circa sei secoli. Attorno al 2500 a.C., dopo i cambiamenti climatici che trasformarono il clima rendendolo più freddo ed umido, l'insediamento venne abbandonato dagli abitanti. Esistono numerose teorie per spiegare la frettolosa fuga degli abitanti, ma non ci sono prove certe che ne dimostrino la validità.
Nonostante gli edifici visibili diano un'idea di insieme organico, probabilmente molte case sono state perse a causa dell'erosione del mare precedentemente alla loro scoperta. Si sa che i reperti trovati erano in prossimità dell'antico monumento, nella zona attualmente coperta da prati. Un muro costruito in pietra protegge le rovine ancora nascoste dall'erosione del mare.

## Altri siti correlati delle Orcadi
Un sito paragonabile (anche se più piccolo) si trova a Rinyo su Rousay. Stranamente non ci sono case simili a quelle di Maeshowe su Rousay, e le numerose camere memoriali vennero costruite da un'altra popolazione.
Il sito noto come Knap of Howar, sull'isola di Papa Westray, contiene una fattoria neolitica ben conservata. È databile tra il 3500 ed il 3100 a.C., ed ha una struttura simile a Skara Brae, ma risale ad un periodo precedente contenendo le costruzioni in pietra più antiche d'Europa (tra quelle tuttora in piedi).

## Patrimonio dell'umanità
Il 'Cuore delle Orcadi neolitiche' venne inserito tra i patrimoni dell'umanità nel dicembre 1999. Oltre a Skara Brae il sito comprende Maeshowe, il Cerchio di Brodgar, le Pietre erette di Stenness ed altri siti minori. Viene gestito dall'Historic Scotland, ed il documento di assegnazione dello status inizia scrivendo:
()

## Cultura contemporanea
Nel film "Indiana Jones e il regno del teschio di cristallo" (2008), Indiana Jones parla di Skara Brae ai suoi studenti durante la lezione che tiene al Marshall College ad inizio film.
Il romanzo per ragazzi The Boy with the Bronze Axe scritto da Kathleen Fidler è ambientato durante gli ultimi giorni di Skara Brae.
Una delle città del mondo della serie di videogiochi di ruolo Ultima prende il nome da questo villaggio.
Il romanzo 'Il tesoro di Skara Brae' di Diletta Nicastro, secondo capitolo della saga 'Il mondo di Mauro & Lisi', incentrata sul Patrimonio dell'Umanità dell'Unesco è ambientato qui.

## Vandalismi
Nell'agosto 2007 il sito venne vandalizzato con graffiti che riportavano le scritte "Scouse Celts" (Celti di Liverpool) e "Brian Finlay slept here 13-8-2007" (Brian Finley ha dormito qui 13-8-2007). I graffiti vennero rimossi il mese seguente.